# Steinerkirchen an der Traun
Steinerkirchen an der Traun – gmina targowa w Austrii, w kraju związkowym Górna Austria, w powiecie Wels-Land. Liczy 2377 mieszkańców (1 stycznia 2015).